# جون يونغ (سياسي بريطاني)
جون يونغ (بالإنجليزية: John Young)‏ هو سياسي بريطاني، ولد في 21 ديسمبر 1930 في غلاسكو في المملكة المتحدة، وتوفي في 3 نوفمبر 2011. حزبياً، نشط في الاسكتلنديون المحافظون ‏. في الانتخابات النيابية العمومية الاسكتلندية 1999 ‏، انتخب عضو البرلمان الاسكتلندي الأول ‏ عن دائرة West of Scotland (Scottish Parliament electoral region) ‏ وقد انضم خلال فترته النيابية ‏ (6 مايو 1999 – 31 مارس 2003)  للكتلة البرلمانية الاسكتلنديون المحافظون ‏.